# Philippe Rondé
Pour les articles homonymes, voir Ronde.
Philippe Rondé né à Trèves en 1815 et mort à Vimoutiers le 26 août 1883 est un peintre, dessinateur et illustrateur français.

## Biographie
Élève de Charles-Caïus Renoux et de Louis Daguerre, Philippe Rondé a participé à l'élaboration de leurs panoramas. Pendant plus de vingt ans, il parcouru le monde : Chine, Indes et Amérique.[réf. nécessaire]

## Œuvres dans les collections publiques
France
- Besançon, musée des Beaux-Arts : Intérieur de l'église d'Aubervilliers-les-Vertus.

Grand-Duché de Luxembourg
- Luxembourg, collection de la ville : L'Antiquaire, 1843.

## Salons parisiens
Rondé expose aux Salons parisiens de 1839, 1840, 1841, 1842, 1845, 1847 et 1848. Lors de ces expositions, ses sujets sont des paysages français et européens. Puis en 1864, 1865 et 1879, il présente des paysages américains, mexicains et asiatiques.